# Makszim Anatolijovics Koval
Makszim Anatolijovics Koval vagy Makszim Koval (ukrán betűkkel: Максим Анатолійович Коваль; Zaporizzsja, 1992. december 9. –) ukrán válogatott labdarúgó, jelenleg a Deportivo La Coruña csapatában játszik kölcsönben a Dinamo Kijiv csapatától.

## Pályafutása

### Klubcsapatokban
Pályafutását szülővárosa csapatában a Metalurh Zaporizzsja utánpótlás csapatainál kezdte. A felnőtt csapatban 2009. július 26-án mutatkozhatott be. 2008 és 2010 között összesen 22 mérkőzésen védte a Zaporizzsja kapuját.
2010-ben a Dinamo Kijivhez igazolt. A 2010–11-es szezon első felében Olekszandr Sovkovszkij sérülése miatt ő lett az első számú kapus. Ekkor még csak 17 éves volt és a nemzetközi porondon is megmutathatta képességeit. Az AFC Ajax elleni bajnokok ligája találkozón jó teljesítményt nyújtva védte csapata kapuját. Miután Sovkovszkij visszatért a cserepadra került.

### Válogatottban
Utánpótlásszinten szerepelt az ukrán U17-es, U19-es és U20-as válogatottban is. Az U21-es csapatnak jelenleg is tagja.
A felnőtt nemzeti csapatban 2012. június 1-jén debütálhatott egy Ausztria elleni barátságos mérkőzésen, amit 3–2-re elveszítettek. A második félidőben csereként állt be.
Az Európa-bajnoki keretszűkítést követően a szövetségi kapitány Oleh Blohin nevezte őt a 2012-es Eb-re készülő 23 fős keretébe.

## Sikerei, díjai
Dinamo Kijiv
- Ukrán bajnok: 2014–15
- Ukrán-kupagyőztes: 2013–14, 2014–15